# El comte Arnau (Pedrell)
|  | Per a altres significats, vegeu «Comte Arnau (desambiguació)». |

El comte Arnau és un cicle d'òpera de Felip Pedrell amb textos de Joan Maragall, que va ser publicat a Barcelona l'any 1904.

## Origen i context
Després d’haver estat vivint un temps Madrid, Pedrell tornà a Barcelona l'any 1904, on escrigué la seva última òpera. El fet que el compositor opti per fer una obra sobre el Comte Arnau és un acte més que mostra com Pedrell és un reflex dels gustos musicals de la societat del seu temps. El mite del Comte Arnau ja havia estat treballat per artistes destacats com van ser Jacint Verdaguer, Anicet de Pagès. Pedrell cregué que l'òpera, que era el gènere més preuat i popular a l'Espanya del segle xix, seria el millor mitjà per tal d'aconseguir dignificar el nivell cultural de la música hispànica, i que li donaria peu a la creació d'una escola nacionalista.

## La relació entre Pedrell i Maragall
El comte Arnau és fruit de la col·laboració entre el poeta Joan Maragall i el músic Felip Pedrell.
Actualment podem disposar, de forma online, d'un epistolari entre ambdós artistes, que engloba la correspondència que van mantenir des de l’any 1899 fins al 1911. L'epistolari, fet a cura d'Arthur Terry (filòleg, crític i traductor anglès, coneixedor de la literatura catalana i un dels màxims especialistes de l'obra de Maragall) és format per trenta-una cartes de Pedrell a Maragall, que es conserven dins l’Arxiu de la família Maragall; i quinze cartes de Maragall, que es troben a la Secció de Música de la Biblioteca de Catalunya. Tot i que tenien formes molt diferents de treballar, ambdós van respectar les necessitats particulars de cadascú. En el recull de l'epistolari, Terry divideix aquesta correspondència en tres períodes, en els quals s'hi reflecteix l'evolució de la creació de l'obra El Comte Arnau.

### Primer període
Desembre 1899 – octubre 1903.
La Primera Part del poema de Maragall fou publicada a «Catalònia» el 6 de gener de 1900 i es publica també dins el seu volum Visions i Cants. El mateix any, Pedrell escriu una carta a Maragall on li presenta la idea d'adaptar el seu poema «El Comte Arnau» a un espectacle escènic. Des de l'inici Maragall li confessa al compositor que, tot i sentir l'obra com a musicable, no se l'acabava d'imaginar en escena, tot i que finalment tiren endavant el projecte. Al llarg de cartejar-se sobre diferents tòpics, les idees de Pedrell a poc a poc van centrant-se entorn de la Primera Part del drama musical mentre que, de forma independent, Maragall s'acosta a la Segona Part del poema.
En aquest primer període de correspondència, veiem com Maragall va deixant de creure en la importància primària del llibret. «El drama naix en la música i consisteix essencialment en ella, i la plasticitat escènica és sols la condensació meravellosa de la potentíssima atmosfera musical»(Terry 1959:14)
El 1901, Maragall publica la segona part del seu poema, que es troba dins el volum Enllà. Dos anys més tard, el gener de 1903, Pedrell envia un esbós d'escenificació de la Primera part a Maragall.

### Segon període
Octubre 1903-setembre 1904.

És el període on la correspondència entre ambdós artistes és més intensa, i també ho és la seva feina. 
«Me parece cosa de encantamiento lo que está pasando con nuestro Comte l’Arnau, mi querido amigo y excelso poeta, empujados por misterioso hechizo y sin habernos comunicado una sola idea. Yo puedo decir ya, desde ahora, sí, sí, es esto: es esto lo que yo soñaba»
«Yo creo que el “Comte l’Arnau” vá á ser la gran obra de su vida como (guardada la debida distancia) vá á ser la obra de la mia» (Carta N.20, de Maragall)

A finals de 1903, Pedrell es troba amb dificultats per resoldre el final del drama, i escriu a Maragall:
«¿Cómo terminará? ¿Conla intervención de un inmenso in Paradisum entonado por legiones de angeles y querubes, como contraste de aquel fill de la terra lleno de estridores y ahullidos de elementos perseguidores?» (Carta 21).
Però no rep resposta de Maragall, i per això decideix dirigir-se a Morera. Aquest li critica la conceptció que Pedrell tenia d’un in Paradisum, però a la vegada li planteja una sortida:
«Pero tú redímelo artísticamente, y Dios no se atreverá a consentir que siga en el infierno una alma purificada en el cielo del arte»

### Tercer període
A partir del setembre del 1904, quan la partitura ja és acabada, la correspondència torna a ser molt esporàdica.

## L'obra
Per aquest drama, Pedrell aposta per la llegenda popular de la figura del Comte Arnau. Per la seva representació, aposta per una escenificació basada en la fantasia, les visions fantàstiques de boscos ombrívols, orgies, paratges desèrtics, nits de llamps i boires… 

### Influències
La influència d'una barreja d'estètica wagneriana, l'estil de Berlioz i el de Liszt -sobretot en el contingut literari dels poemes simfònics d'aquest últim-, es reflecteix a El Comte Arnau a l'hora de transformar els motius temàtics, tractant el material melòdic a partir de seqüències i progressions harmòniques.
Així mateix, s'hi entreveu la clara influència de les obres de Sòfocles (com van ser Edip Rei, Antígona, Electra), les quals serveixen d'inspiració a Pedrell per fer ús del cor propi de la tragèdia grega, els corifeus, els solistes i el grup recitant. El col·lectiu actua com a veu del poble que minva el dolor de l'heroi i a la vegada com a guia de l'argument, tal com el compositor ja l'havia utilitzat anteriorment a la seva obra L'ultimo abenzeraggio (1889).
L'estètica i idea romàntica es troba també dins el moviment noucentista que en aquells anys començava a sorgir a Catalunya, de forma alternativa al modernisme. S'observa doncs, com Pedrell no va estancar-se al segle xix i va participar en aquests nous moviments culturals.
En les seves autobiografies Pedrell ens aporta informació del que va ser la premonició de la idea, la seva inspiració. Esmenta la influència del premi dels Jocs Florals que Anicet de Pagès i Puig va obtenir, l'any 1877, amb l'adaptació de la cançó popular «El Comte Arnau».
El 1900 comença a mantenir una correspondència amb el poeta Joan Maragall, a qui li explica la seva idea d'El Comte Arnau. Aquest li confessa que, tot i que veu l'obra com a musicable, no se la sap imaginar sobre escena. (CORTÈS 1991) Pedrell titula l'obra com a festival líric popular. Estructurat en 3 parts, cada una d'aquestes està dividida en escenes, però que difereixen del que seria una òpera típica, ja que hi ha separació entre les diferents escenes. El cor tanca alguna escena cantant a cappella, i d'altres s'acaben amb acords dissonants.

### Representacions i recepció de l'obra
El drama d'El Comte Arnau no s'arribà a representar mai íntegrament. Hi va haver dos intents de posar l'obra en escena. Primerament l'any 1904, quan Pedrell va encomanar l'execució de l'obra a l'Orfeó Català, llavors dirigit per Lluís Millet. El director era partidari de la idea de realitzar-lo al Parc Güell, que encara estava en construcció.
«El Park Güell serà y es ja ara una cosa genial. Lo vaig veure fa cosa de 15 dies. Lo que se'n diu Teatre grech vaig reconèixer està atrassat…
No cal dirl'hi que'l Comte Arnau ab la idea que Vd. m'en ha donat trovo serà espatarrat. ¡Avant Mestre!»
Antoni Gaudí, com a arquitecte del Parc, va començar a dissenyar l'escenari, les grades per al públic buscant una bona acústica i una vista de Barcelona. Per altra banda, Adrià Gual s'encarregaria de l'escenografia i el vestuari. El poeta Maragall però, dubtava d'un lloc encara en construcció, allunyat de la ciutat. Li semblava que l'estrena de l'obra era precipitada. Per finançar el projecte, es pensava organitzar una temporada de «Festivals lírichs». El projecte de societat però, va fracassar.
El 1906 s'intenta representar l'obra a la plaça de Las Arenas de Barcelona, que és l'espai que Pedrell havia imaginat inicialment per escenificar-la. L'intent també va ser fallit degut a qüestions tècniques i preferències dels directius de la plaça.
Dins la trajectòria compositiva de Pedrell, les seves òperes havien estat rebudes amb un èxit molt limitat, fet que el feu decidir per abandonar la composició un cop acabat el drama musical d’El comte Arnau. L'obra va ser menyspreada i encara, actualment, no s'ha representat en versió completa. Paradoxalment, el poema de Maragall se situa entre les dues o tres millors obres de l’autor.

### Adaptacions de l'obra
El 1911 el compositor fa una versió per a cant i piano, editada per José Guardia. A la portada d'aquesta versió, Pedrell hi escriu una nota preliminar que informa que el poema es pot «executar en versió de concert, com a drama líric -segons la pràctica habitual- o bé a l'aire lliure com feien els grecs amb el teatre clàssic: prosceni per personatges i cor, orquestra, i al costat seu els corifeus i cor recitant»